# Ruana

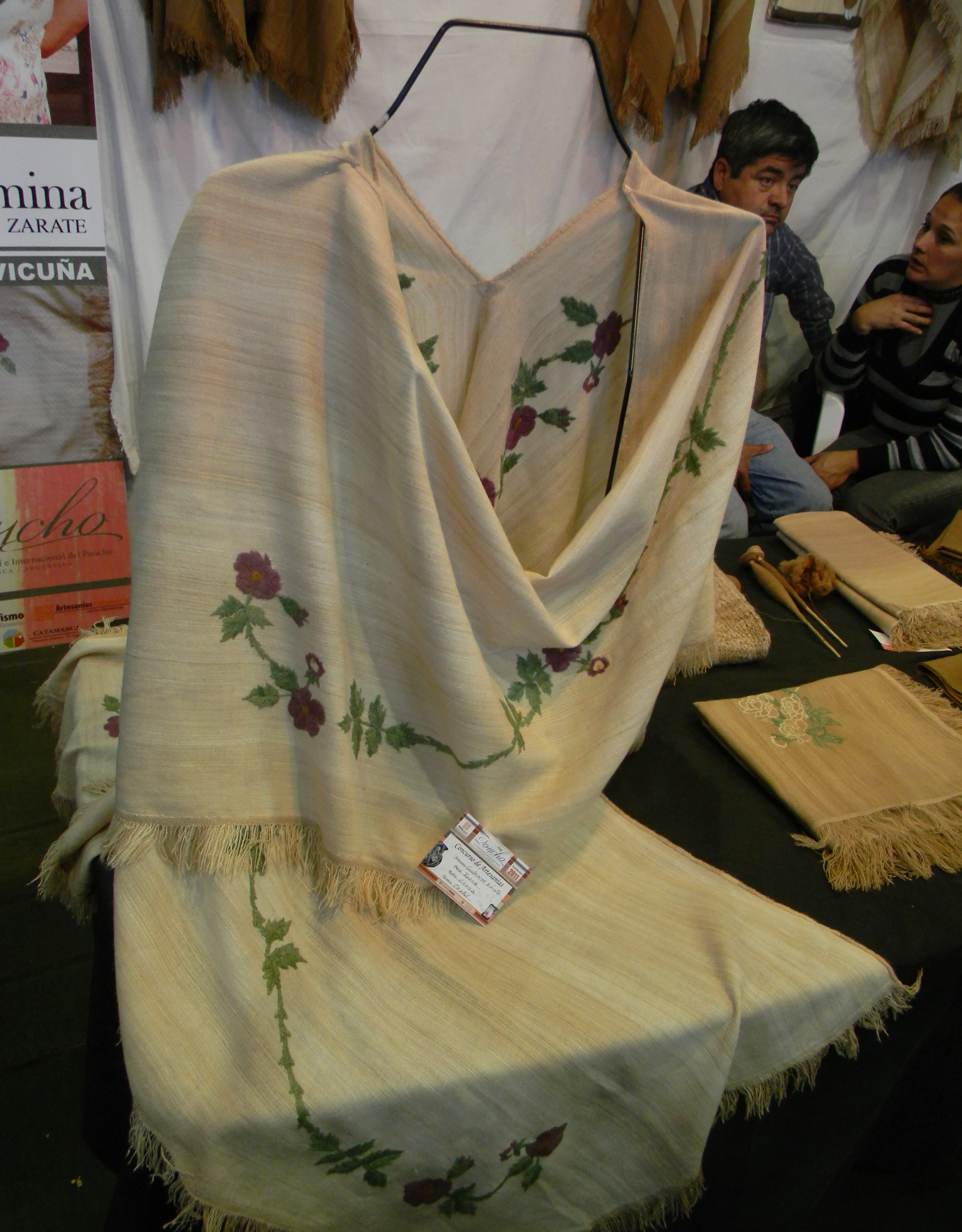
Un ruana fait à la main exposée au Festival national et international El Poncho

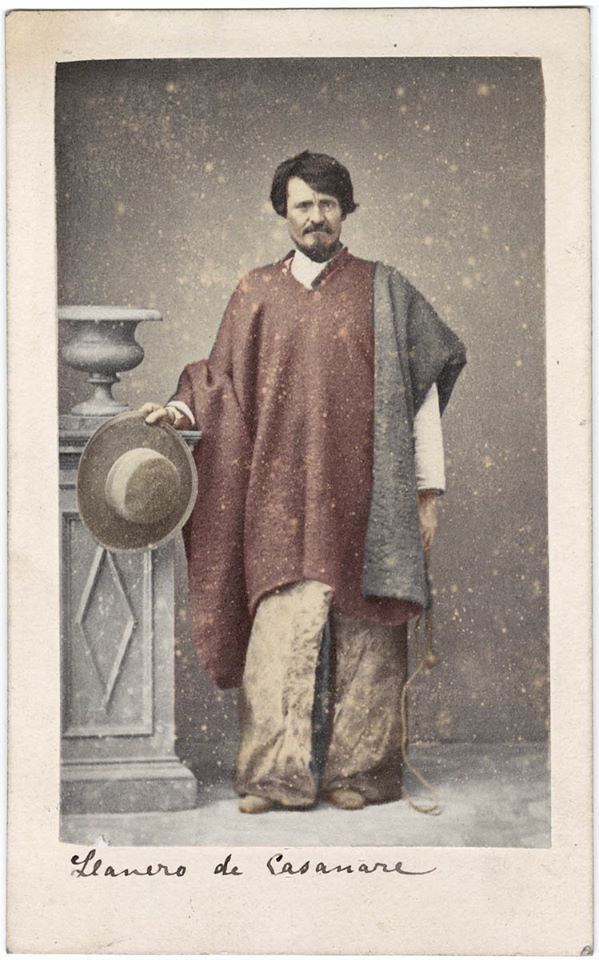
Llanero avec une ruana.

Una ruana est un vêtement de style poncho typique de la région des Andes colombiennes et vénézuéliennes.
L'origine est encore inconnue. Certains pensent qu'il s'agit d'une fusion des cagoules espagnoles avec le revêtement traditionnel des peuples indigènes Muisca et Timoto-cuica ; tandis que d'autres croient que ces tissus que les Espagnols ont apportés de Rouen en France ont été pris.
Selon ProColombia (anciennement Proexport), l'agence officielle colombienne chargée du tourisme international, de l'investissement étranger et des exportations non traditionnelles, le mot ruana vient du Muisca ruana qui signifie « Terre de couvertures », terme utilisé pour désigner les tissus en laine fabriqués par les indigènes Timoto-cuicas, Chibchas 
Semblable à d'autres vêtements de type poncho d'Amérique latine, un ruana est une sorte de couverture carrée ou rectangulaire très épaisse, douce et sans manches avec une ouverture au centre pour que la tête puisse passer avec une fente sur le devant de l'ourlet. Un ruana peut être muni d'une capuche pour couvrir la tête.